# Mike DeWine

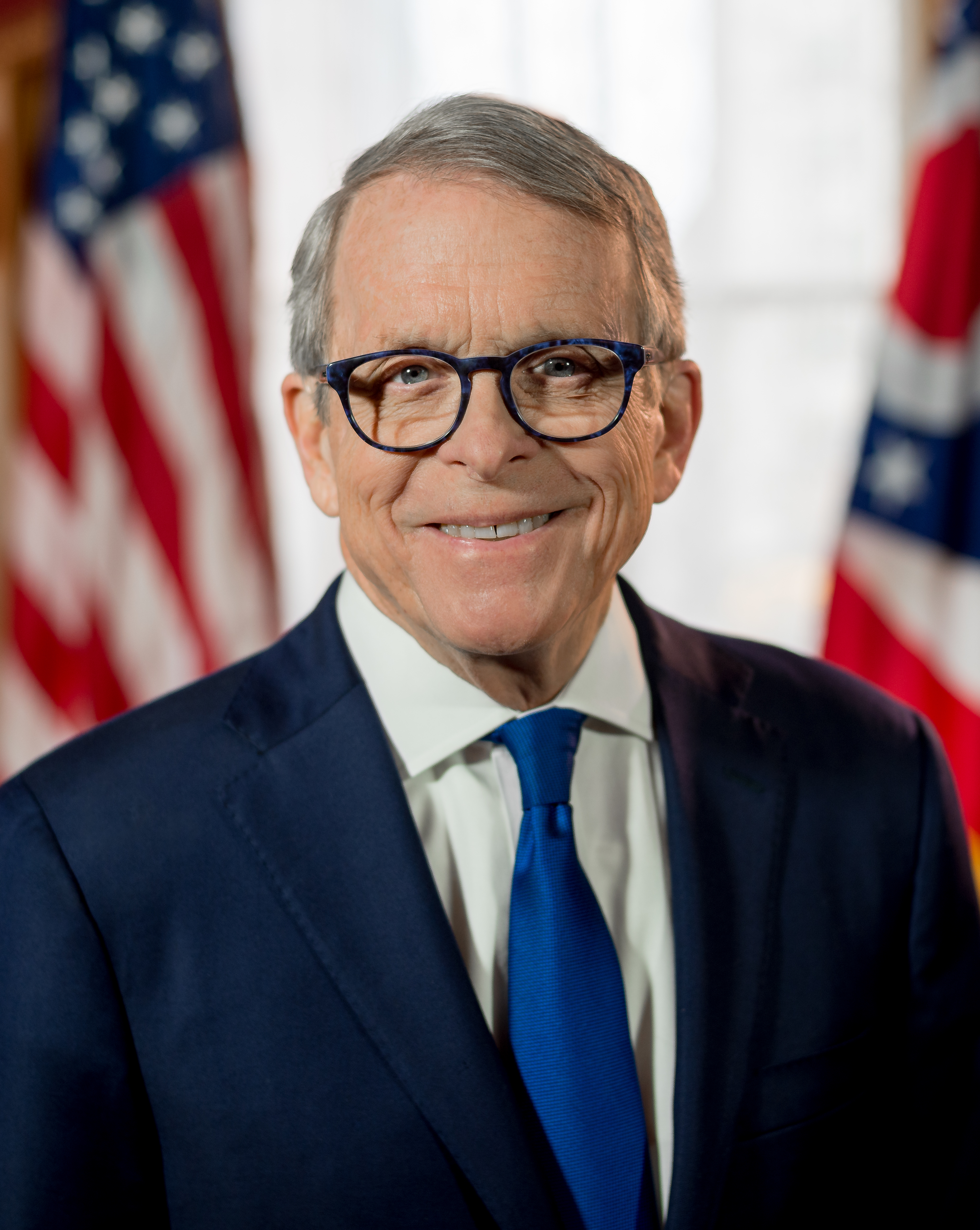
Mike DeWine

Richard Michael „Mike“ DeWine (* 5. Januar 1947 in Springfield, Ohio) ist ein US-amerikanischer Politiker der Republikanischen Partei, der den Bundesstaat Ohio in beiden Kammern des Kongresses vertrat. Seit dem 14. Januar 2019 ist er Gouverneur seines Heimatbundesstaats.

## Leben
DeWine studierte an der Miami University in Oxford, Ohio und erhielt dort 1969 seinen Bachelor of Science. Danach besuchte er das College of Law der Ohio Northern University und erhielt dort 1972 den Juris Doctor. Im selben Jahr wurde er in die Anwaltschaft von Ohio aufgenommen und praktizierte in Xenia. 1981 bis 1982 saß DeWine im Senat von Ohio.
Als er für die Republikaner in den Kongress gewählt wurde, wechselte er in das US-Repräsentantenhaus und vertrat dort vom 3. Januar 1983 bis zum 3. Januar 1991 seinen Heimatbundesstaat. Sein nächstes politisches Amt war das des Vizegouverneurs von Ohio. Nach seiner Wahl in selbiges übte er das Amt vom 14. Januar 1991 für vier Jahre bis 1995 aus; er war damit Stellvertreter von Gouverneur George Voinovich. 1994 wurde DeWine in den Senat der Vereinigten Staaten gewählt. Nachdem er von 1995 bis 2007 als Senator tätig gewesen war, wurde er von dem Demokraten Sherrod Brown abgelöst. Dieser hatte ihn zuvor am 7. November 2006 bei der Senatswahl geschlagen.
Im November 2010 gelang DeWine ein politisches Comeback. Er kandidierte als Attorney General des Staates Ohio und besiegte den demokratischen Amtsinhaber Richard Cordray mit 48 zu 46 Prozent der Stimmen, woraufhin er seinen neuen Posten ab dem 10. Januar 2011 einnehmen konnte. 2014 wurde er im Amt bestätigt.
Im Sommer 2016 kündigte DeWine an, sich 2018 um das Amt als Gouverneur um die Nachfolge seines Parteikollegen John Kasich zu bewerben, der aufgrund einer Verfassungsklausel nach zwei Amtszeiten nicht erneut antreten durfte. Er gewann die Vorwahl seiner Partei im Mai 2018 und trat bei der Hauptwahl im November mit seinem Running Mate, dem bisherigen Secretary of State Jon A. Husted, gegen den Demokraten Richard Cordray an, den er 2010 bei der Wahl zum Attorney General besiegt hatte. Die Wahl galt als offen. DeWine konnte sich jedoch recht deutlich gegen Cordray durchsetzen und wurde am 14. Januar 2019 zum Gouverneur von Ohio vereidigt. DeWine wurde 2022 wiedergewählt.
Mit seiner Frau Frances hat er acht Kinder, von denen eines 1993 durch einen Autounfall starb.

## Positionen

### Todesstrafe
Mike DeWine ist kein kategorischer Gegner der Todesstrafe. 2019 setzte er die Vollstreckung der Todesstrafe temporär aus. 2019 wurden mehrere Häftlinge begnadigt. Im Dezember 2020 entschied DeWine, die Hinrichtung per Giftspritze zu verbieten.

### Abtreibung
Im April 2019 hat er ein Gesetz gebilligt, welches die Abtreibungsvorschriften verschärft.

### Angebliche Tötung von Haustieren
Im September 2024 verbreitete Donald Trump, der republikanische Kandidat für die Präsidentschaftswahl in den Vereinigten Staaten 2024 in der TV-Debatte mit seiner Gegenkandidatin Kamala Harris das Gerücht, in Springfield (Ohio) würden Einwanderer aus Haiti (Haitianische Diaspora) Haustiere von Einwohnern fangen und verzehren. Obwohl von der Stadtverwaltung, der lokalen Polizei wie auch Mike DeWine Trumps Behauptungen als unzutreffend und falsch bezeichnet worden waren, gingen in der Folge vielfach beleidigende Mails und Drohungen bis hin zu Bombendrohungen bei der Stadtverwaltung ein. In Springfield löste dies erhebliche Unruhe aus, unter anderem wurden Schulen und öffentliche Einrichtungen unter verstärkte Bewachung durch die Polizei gestellt.